# 836 Jole
836 Jole este un asteroid din centura principală, descoperit pe 23 septembrie 1916, de Max Wolf.